# Хайль Зеленский
«Хайль Зеленский» (нем. Heil Zelensky) — российский пропагандистский сатирический ролик, снятый на немецком языке и высмеивающий помощь Германии Украине. Ролик был снят с участием российских актёров и распространялся российскими государственными СМИ. Ролик распространялся как социальная реклама в июле 2023 года и ложно позиционировался как снятый немецкой партией «Альтернатива для Германии».

## Содержание

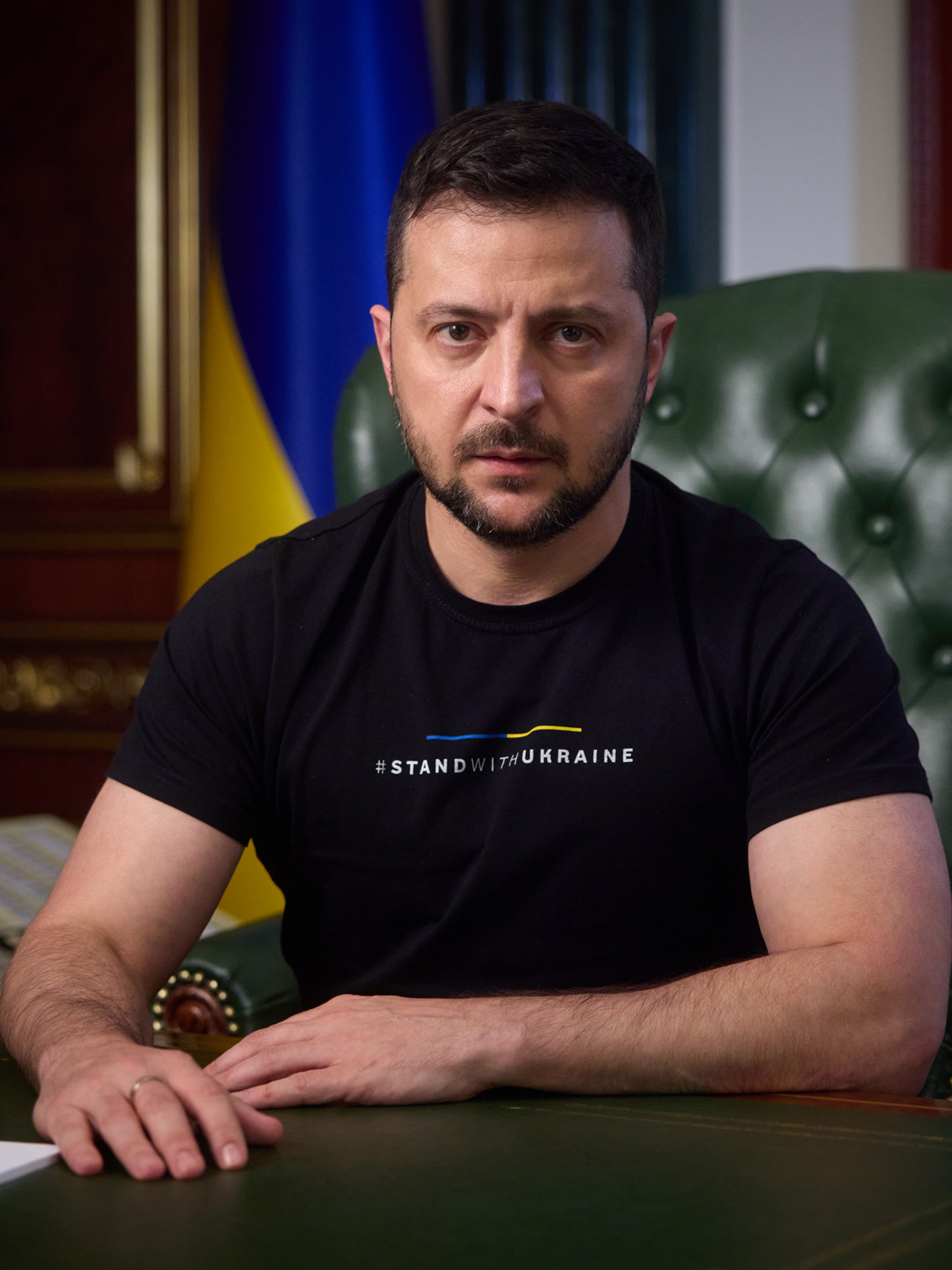
Портрет президента Украины Владимира Зеленского, появившийся в ролике

В начале ролика показана немецкая семья  — отец, мать и ребёнок. Она сидит на диване и смотрит телевизор, где показывается эмоциональное выступление канцлера ФРГ Олафа Шольца, призывающего помочь Украине, а ребёнок там же играет с плюшевым леопардом.
В дом кто-то стучится, и ребёнок открывает дверь. Входят четыре чиновника в военной форме из неназванного силового ведомства. Они начинают собирать имущество, которое находится в доме: вещи с полок, телевизор, деньги из детской копилки, снимают золотые серьги с ушей матери. Параллельно с этим по телевизору продолжает транслироваться выступление Шольца, где он говорит, что продолжит оказание помощи Украине. Руководительница пришедшей в дом группы вешает на стену портрет президента Украины Владимира Зеленского и произносит: «Хайль Зеленский!». В доме впоследствии практически ничего не остаётся, за исключением портрета украинского президента.
Впоследствии в титрах на экране на немецком языке появляется комментарий: «Ваш дом в НАТО? Смиритесь с НАТО в вашем доме. 22 млрд евро из бюджета Германии уже было отдано Украине с начала 2022 года».
После титров женщина в военной форме отбирает у ребёнка игрушечного леопарда, довольно говоря «О, леопард!», и снова кричит «Хайль Зеленский!».

## Анализ ролика
Проверки фактов Deutsche Welle и «Проверено.Медиа» показали, что фотография в начале ролика с надписью «Германия, 2023 год» была сделана в 2017 году в немецкой общине Родт-под-Ритбургом федеральной земли Рейнланд-Пфальц. Она была опубликована на сайте фотоагентства Alamy, а её автором является Ханс Петер Мерте. Имя Зеленского в документе чиновницы написано как «Zelensky» вместо «Selenskij», что не соответствует немецкому написанию фамилии президента Зеленского, а одежда, которая называется формой «солдат НАТО», фактически является формой бундесвера. Ребёнок немецких супругов играет с плюшевым леопардом, что отсылает к предоставленным Украине немецким танкам «Леопард-2». Deutsche Welle считает, что сумма помощи от Германии Украине, хотя и соответствует официальным данным, в ролике искажена таким образом, будто она предоставлена лично Зеленскому.

## Актёры
По данным журналиста радио «Свобода» Марка Крутова, основателя фактчекингового ресурса «Проверено.Медиа» Ильи Бера, и издания «Агентство», включая дополнения газеты «Наша Ніва», в ролике «Хайль Зеленский» снимались следующие российские актёры:
- Валентин Воробьёв — отец
- Юлия Конюхова — мама
- Юлия Мандрико — руководительница чиновников
- Игорь Алексеев — чиновник
- Клим Томсон — чиновник[16]
- Артём Щерба— чиновник[16]

Имена актёров были раскрыты с помощью системы распознавания лиц и обнародованы 26 июля 2023 года.
На своей странице в Instagram Юлия Конюхова разместила видео со своим участием, а в описании указала, что видео было снято российским государственным телеканалом RT и что роль ребёнка в немецкой семье исполнил её сын Святослав. Вскоре пост был удалён. На вопрос от радио «Свободы» Конюхова ответила, что у неё отсутствует страница в Instagram, изданию «Агентство» сказала, что не может общаться со СМИ из-за условий договора, а в разговоре с интернет-изданием Daily Storm сообщила, что не снималась в ролике. Юлия Мандрико же проигнорировала сообщения журналистов в социальных сетях.

## Реакция

### Российская сторона
Ролик «Хайль Зеленский» активно распространяли российские государственные СМИ, провластные Telegram-каналы, военные корреспонденты и блогеры. Например, его запись опубликовал член Общественной палаты при президенте России Армен Гаспарян.
В большинстве публикаций утверждалось, что ролик создала немецкая правая партия «Альтернатива для Германии» («АдГ»). Например, ведущий «Первого канала» Руслан Осташко заявил, что авторы ролика — члены «АдГ». Британская газета The Telegraph охарактеризовала утверждение российских источников о том, что реклама была подготовлена «АдГ», как «ложное».
Другие авторы, говоря о первоисточнике видео, ограничивались общими формулировками. «Военкор» Александр Коц назвал ролик «отличным снарядом в информационной войне» и сказал, что видео рассчитано на «рядовых граждан Германии». Государственное агентство РИА «Новости» описало видео как «немецкоязычный юмористический ролик, критикующий траты Берлина на помощь ВСУ». «Аргументы и факты» сообщили, что это «немецкая социальная реклама», а «Царьград ТВ» назвал ролик «политической рекламой из Германии». «RT на русском» опубликовал ролик без указания авторов, при этом, по данным Telegram-канала организации, видео повествует «о немцах, у которых солдаты НАТО забирают всё ради помощи Украине», вынужденных приветствовать Зеленского в контексте, напоминающем «фашистскую Германию».
Журналист Илья Бер отметил, что в ролике снимались российские актёры, назвав видео «очередным российским пропагандистским фейком». По данным Бера, впервые ролик появился в немецком и нидерландском сегментах «Твиттера». Журналист Марк Крутов из радио «Свободы» отметил, что в содержании и структуре представленного видео существует выраженное сходство с предыдущими примерами «прокремлёвской пропаганды», например, ролик с участием актёра Сергея Бурунова, посвящённый российским президентским выборам 2018 года.

### Немецкая сторона
Видео не было опубликовано ни на сайте, ни в социальных сетях «Альтернативы для Германии», а сама партия в ролике не упоминается. По запросу Deutsche Welle пресс-служба «АдГ» опровергла создание этого видео и заявила, что о существовании ролика узнала только из обращения DW. Ролик, в частности, разошёлся практически по всем активным пророссийским каналам, направленным на русскоязычных жителей Германии.
Немецкий историк, публицист и специалист по военной пропаганде, войнам и манипуляции СМИ Кристиан Хардингхаус утверждал, что, вероятно, ролик был сделан российской пропагандой и похож на сатиру немецкого телеканала ZDF «Browser Ballett». Психолог Леа Фрювирт из мониторинговой организации «Center für Monitoring, Analyse und Strategie» отметила, что видео базируется на характерных мотивах, свойственных российской пропаганде: подчёркивание неонацистского режима на Украине и представление о том, что поддержка Германией Украины подвергает опасности немецких граждан.
Финансируемый МИД Германии «Европейский правозащитный диалог» назвал ролик «фейковым провокационным клипом».
Deutsche Welle отмечает, что сюжет ролика повторяет фейковую обложку журнала Titanic с Владимиром Зеленским, открывающим огромный рот, которая, как и ролик «Хайль Зеленский», была создана в рамках нарратива о том, что Украина требует всё больше помощи от Европы.
Газета Süddeutsche Zeitung высказала мнение о ролике как не соответствующем знаниям о немецких реалиях и языке. Статья также отметила, что антинемецкая пропаганда в России представляет собой «забавные» примеры, например, «замёрзнувшие» немцы и «рычащее» произношение немецких имён телеведущим Владимиром Соловьёвым.